# Різновусцеві
Різновусцеві (лат. Anisarthrini Mamaev & Danilevsky, 1973) — невелика триба жуків з родини Скрипунових, яка налічує 8 родів.

## Розповсюдження
Види триби Різновусцеві заселяють Європу, Західну Азію і Африку включно з Мадаґаскаром.
У фавні України наявний лише один рід з одним видом — Різновус бородатий (Anisarthron barbipes (Schrank, 1781)).

## Роди
До триби залічують наступні роди:
1. Schurmannia Sama, 1979
2. Metalocerus Aurivillius, 1913
3. Різновус — Anisarthron Dejean, 1835
4. Alocerus Mulsant, 1862
5. Pectoctenus Fairmaire, 1896
6. Daramus Fairmaire, 1892
7. Masatopes Breuning & Villiers, 1958
8. Opsamates Waterhouse, 1879